# Penelope Ann Miller
Penelope Ann Miller (ur. 13 stycznia 1964 w Los Angeles) – amerykańska aktorka.
W latach 90 występowała w ważniejszych produkcjach hollywoodzkich, później grała postacie drugoplanowe. Nominowana do Złotego Globu za 1993 rok.

## Życie prywatne
W 1994 jej mężem został aktor Will Arnett, z którym rozwiodła się w 1995. W maju 2000 poślubiła Jamesa Hugginsa. Ma dwoje dzieci.

## Filmografia
- 1987: Gorący strzał (Hotshot), jako Mary
- 1988: Witaj w domu (Miles from Home), jako Sally
- 1988: Pee-wee Herman w cyrku (Big Top Pee-wee), jako Winnie Johnson
- 1988: Biloxi Blues, jako Daisy
- 1990: Gliniarz w przedszkolu (Kindergarten Cop), jako Joyce Palmieri
- 1992: Chaplin, jako Edna Purviance
- 1992: Zwariowana noc (Adventures in babysitting), jako Brenda
- 1993: Życie Carlita (Carlito's Way), jako Gail
- 1994: Cień (The Shadow), jako Margo Lane
- 1997: Relikt (The Relic), jako dr Margo Green
- 1997: Mały Świat (Little City), jako Rebecca
- 1998: Rozstanie (Break Up), jako Grace
- 1998: Radiostacja (Outside Ozona), jako Earlene Demers
- 1999: Chapter Zero, jako Cassandra
- 2000: Twoja na zawsze Lulu (Forever Lulu), jako Claire Clifton
- 2001: W sieci pająka (Along came a spider), jako Elizabeth Rose
- 2001: Świadectwo prawdy (Full disclosure), jako Michelle
- 2003: W krzywym zwierciadle: Rodzinne święta (National Lampoon's Thanksgiving Family Reunion), jako Pauline Snider
- 2005: Gotowe na wszystko, jako Fran Ferrara
- 2006: Zaginiona (Vanished), jako Jessica Nevins
- 2006: Układ (The Deal), jako Laura Martin
- 2006: Funny Money, jako Carol Perkins
- 2007: Posłańcy (The Messengers), jako Denise Solomon
- 2007: Blond Ambicja (Blond Ambition), jako Debra
- 2008: Free style, jako Jeannette Bryant
- 2009: Saving Grace B. Jones, jako Bea Bretthorse
- 2010: Dziewczyna i chłopak – wszystko na opak (Flipped), jako Trina Baker
- 2011: Artysta (The Artist), jako Doris
- 2012: Robosapien: Rebooted, jako Joanna
- 2013: Saving Lincoln, jako Mary Todd Lincoln
- 2016: Narodziny narodu (The Birth of a Nation), jako Elizabeth Turner